# Bono Region
Koordinaten: 7° 30′ N, 2° 30′ W
Die Bono Region ist eine Region in Ghana mit der Hauptstadt Sunyani. Ihr Name leitet sich vom Königreich Bono ab.

## Geografie
Die Region liegt im Westen des Landes und grenzt an die Savannah Region im Norden, die Bono East Region und Ashanti Region im Osten, die Ahafo Region im Südosten, die Western North Region im Süden sowie an die Elfenbeinküste im Westen. Mit einer Fläche von 11.107 km² ist sie im Mittelfeld der Regionen Ghanas, gemessen an ihrer Einwohnerzahl ebenfalls.

## Geschichte
Die Bono Region ist der umbenannte Rest der Brong Ahafo Region, nachdem sich die Bono East Region und die Ahafo Region am 13. Februar 2019 abgespalten haben. Als einzige der vier Regionen, bei denen es im Jahr 2019 Abspaltungen gegeben hat, erhielt sie einen neuen Namen und auch ein neues ISO-3166-2-Kürzel.

## Administrative Gliederung
Die Region gliedert sich in zwölf Distrikte:
| Distrikt                 | Hauptort      |
| ------------------------ | ------------- |
| Banda                    | Banda Ahenkro |
| Berekum Municipal        | Berekum       |
| Berekum West             | Jinijini      |
| Dormaa Central Municipal | Dormaa        |
| Dormaa East              | Wemfie        |
| Dormaa West              | Nkrankwanta   |
| Jaman North              | Sampa         |
| Jaman South              | Drobo         |
| Sunyani Municipal        | Sunyani       |
| Sunyani West             | Odomasi       |
| Tain                     | Nsawkaw       |
| Wenchi Municipal         | Wenchi        |

## Nachweise
1. ↑  Distriktliste (Memento des Originals vom 17. Dezember 2019 im Internet Archive)  Info: Der Archivlink wurde automatisch eingesetzt und noch nicht geprüft. Bitte prüfe Original- und Archivlink gemäß Anleitung und entferne dann diesen Hinweis. auf ghanadistricts.gov.gh, abgerufen am 17. Dezember 2019